# Avatha trigonifera
Avatha trigonifera là một loài bướm đêm trong họ Erebidae.